# Zamek Modrý Kameň
Zamek Modrý Kameň (słow. Hrad Modrý Kameň, węg. Kékkői vár) – zespół zamkowy, znajdujący się na wzgórzu nad miastem Modrý Kameň na Słowacji.

## Położenie
Zespół usytuowany jest na szczycie wzgórza (ok. 315 m n.p.m.), dominującego od strony północnej nad zabudową miasta Modrý Kameň w powiecie Veľký Krtíš w kraju bańskobystrzyckim. Dostępny jest od strony północno-zachodniej ulicą zwaną Pánska cesta, zaś od strony północno-wschodniej prowadzi do niego ulica Zámocká.

## Historia

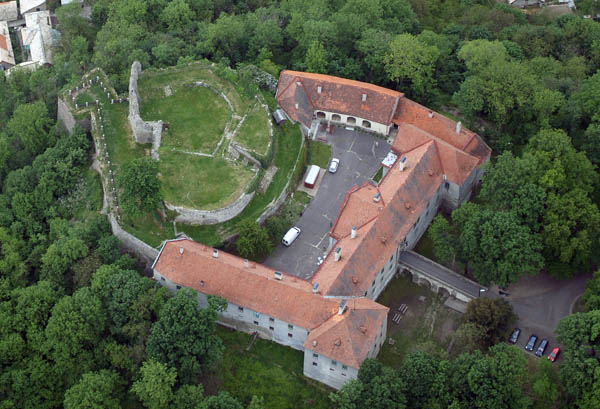
Zamek Modrý Kameň, widok z góry

Pierwsze zachowane wzmianki pisemne o zamku pochodzą z drugiej połowy XIII w. Być może powstał on na fali budowania nowych, murowanych zamków (w miejsce starych, drewnianych grodów), jaka przeszła przez pogranicze polsko-węgierskie po najazdach „tatarskich” z połowy trzynastego stulecia. Budowniczymi zamku i jego właścicielem aż do połowy XIX w. była można węgierska rodzina szlachecka Balassich, do której należał m.in. znany poeta renesansowy Bálint Balassi. Na zamku znajduje się tablica pamiątkowa, poświęcona tej postaci. W 1576 r. zamek zdobyli Turcy, którzy ustępując w roku 1593 wysadzili zamek. Niszczał on przez kolejne 15 lat, po czym kolejny z Balassich w latach 1609–1612 go odbudował. Ponownie został spalony w 1683 r., podczas powstania kuruców Thökölyego, jednak od tego czasu już pozostał na trwałe w ruinie. W 1730 r. wdowa po Gabrielu Balassim na ruinach dolnego zamku kazała zbudować barokowy pałac (słow. kaštieľ), do którego później hrabia Paweł Balassi dobudował kaplicę p.w. św. Anny.
W połowie XIX w. skończyła się linia Balassich na Modrym Kamieniu. Właścicielem zamku został hrabia Forgách, a po nim hrabia Károlyi. Jego córka, Gabriela Almássi w 1923 r. sprzedała zamek nowemu państwu czechosłowackiemu, a sama przeniosła się na Węgry. Od tego czasu obiekt jest własnością państwową, a w 1991 r. urządzono w nim Oddział Słowackiego Muzeum Narodowego – Muzeum Sztuk Lalkarskich i Zabawek (słow. Slovenské národné múzeum – Múzeum bábkarských kultúr a hračiek, hrad Modrý Kameň).

## Architektura

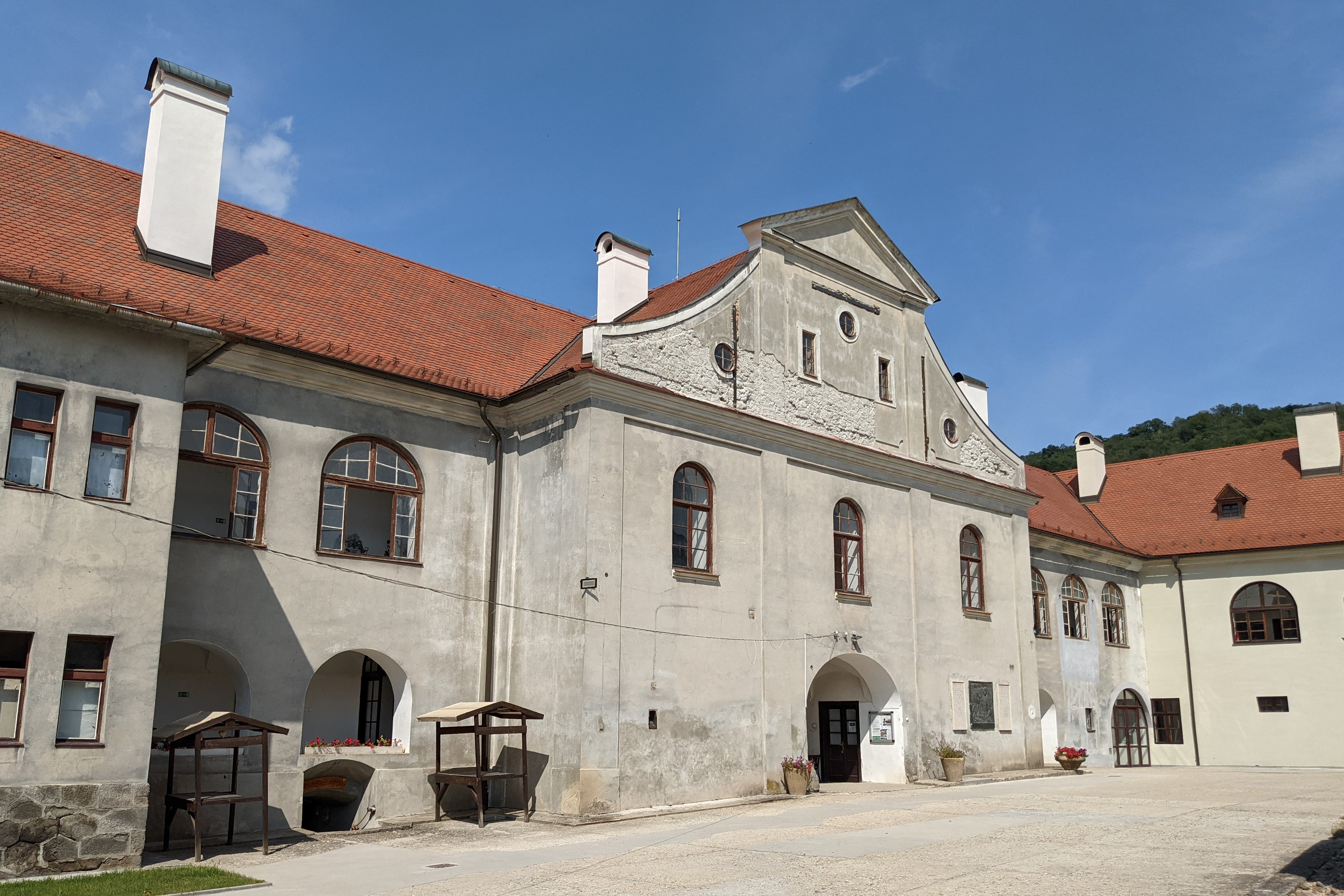
Fragment dziedzińca z bramą wjazdową

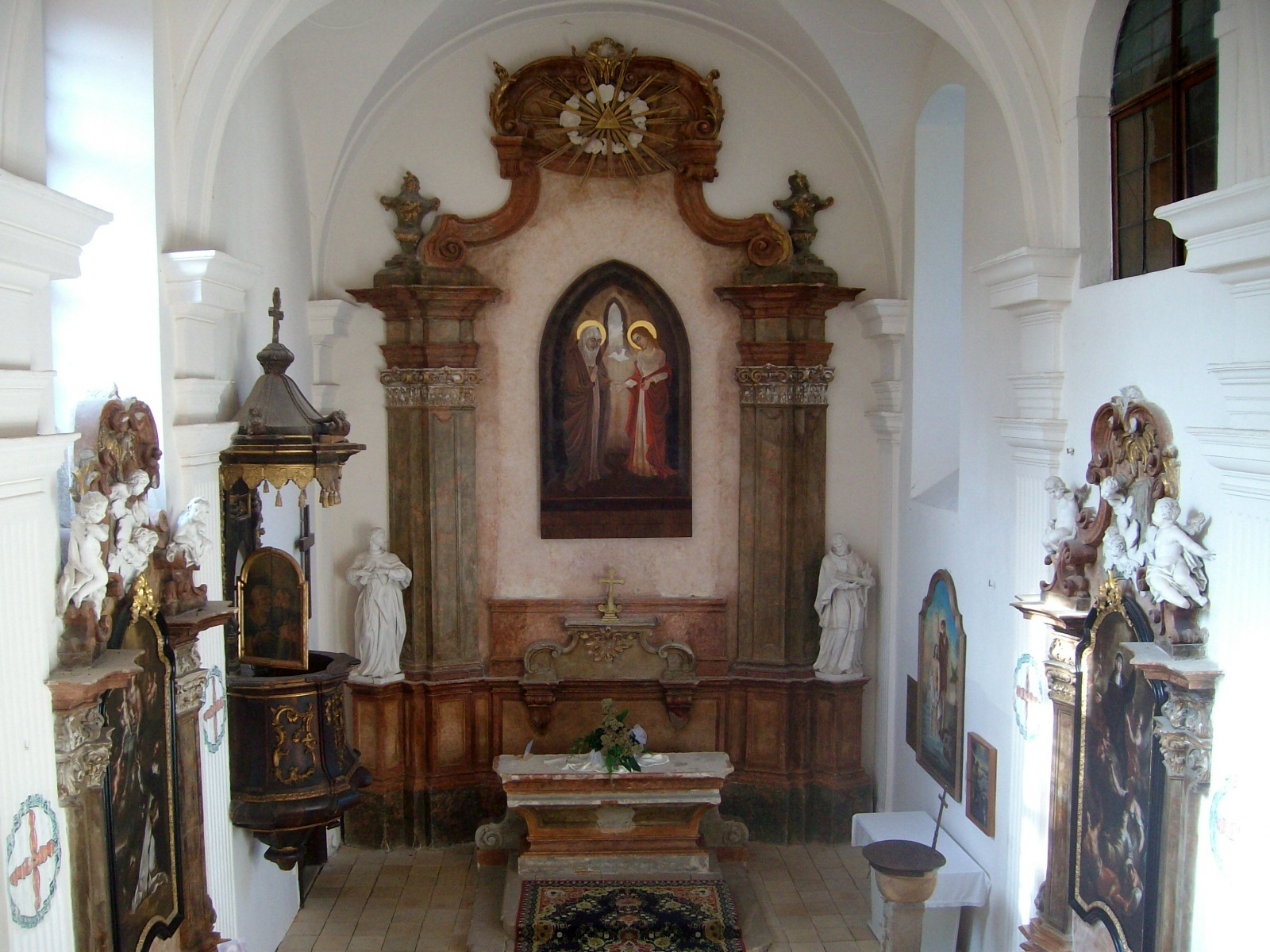
Wnętrze kaplicy zamkowej

Zamkowy kompleks składa się obecnie z usytuowanych na skalistym wzgórzu ruin gotycko-renesansowego zamku górnego oraz ze wzniesionego na miejscu zamku dolnego barokowego pałacu. Zabudowania górnego zamku wzniesione były na planie zbliżonym do okręgu. Poza zarysem fundamentów zachował się z niego tylko fragment muru z kilkoma otworami okiennymi. Pałac jest budowlą trójskrzydłową w formie litery „C” z dużym kwadratowym alkierzem w północno-wschodnim narożniku. Prostokątny dziedziniec, dostępny przez murowany, trójprzęsłowy most nad suchą fosą i centralnie usytuowaną sień przejazdową w skrzydle północnym, od strony południowej zamyka mur ruin zamku średniowiecznego. W głównym (północnym) skrzydle pałacu, po stronie zachodniej znajduje się kaplica pałacowa. Skrzydła północne i wschodnie są dwukondygnacyjne, skrzydło zachodnie jest jednokondygnacyjne.